# Bartholomaeus von Usingen
Bartholomaeus von Usingen (Usingen, 1465- Erfurt, 9 de septiembre de 1532) fue un religioso católico y escritor natural de Flandes, maestro de Martín Lutero.

## Biografía
También conocido como Bartholomaeus Arnoldi, fue un monje de la Orden de los Ermitaños de San Agustín. Pasó la mayor parte de su vida en Erforte, Turingia, donde fue profesor de filosofía y teología. Debido a sus opiniones contrarias a la Reforma, se enemistó con su antiguo alumno Martín Lutero. En 1530 acompañó a Conrad von Thüngen, obispo de Würzburg, a una de las reuniones de la Dieta de Augsburgo.

## Obra
- Libellus F. Bartholomeide de Usingen Augustiniani de falsis prophetis tam in persona..., Alexandria, 2005
- Anabaptismus F. Bartholomaei d Usingen Augustiniani contra rebaptizantes,..., Coloniae: I. Gymnicum, 1529.
- Liber Tertius, 1524.
- Sermo de Sancta Cruce praedicatus Erphurdiae, 1524.
- Concertatio haud inelegans Culsameri lutherani...., 1523.
- Parvulus logicae, Stöckel, 1499.
- Parvulus philosophïe naturalis figuralis interpretatio.., 1499.